# Lokey Peak
Lokey Peak – niewielki nunatak w Guthridge Nunataks w Gutenko Mountains w środkowej Ziemi Palmera w południowej części Półwyspu Antarktycznego na Antarktydzie.
Najbardziej wysunięty na wschód nunatak  Guthridge Nunataks. Jego mapę sporządził United States Geological Survey w 1974 roku. Szczyt został nazwany na cześć Williama M. Lokeya, dowódcy stacji antarktycznej Palmer zimą 1975 roku i McMurdo zimą 1970 i 1974 roku. 